# 釋意昭
釋意昭（1927年10月20日—2013年6月7日），現代佛教高僧。承接虛雲老和尚之衣缽。虛雲老和尚在潮州開元寺弘法時，意昭法師曾伺奉其右。意昭法師曾在香港竹林禪院擔任第五任住持，法師以地藏王菩薩為榜樣，發願『娑婆眾生不盡，誓不成佛』。在香港、日本、緬甸、台灣、中國等地擁有許多信眾。

## 生平
意昭法師1927年出生于廣東省，於1940年遇茂沾法師，隨即前往香港竹林禪院。隔年，1941年禮茂芬法師剃度。1944年於南華寺傳戒，得戒和尚即是中國著名高僧虛雲老和尚，戒期結束後跟隨虛雲老和尚前往雲門山大覺禪寺，跟隨虛老左右，重修雲門山大覺禪寺。1946年得虛雲老和尚傳嗣臨濟宗法脈，賜法名本昭，為第四十四代傳人。1952年，於香港沙田創建古巖淨苑，乃以虛雲老和尚『古岩』為名創建。1953年，回竹林禪寺協助完成大殿興建，後接任竹林禪院住持。擔任住持時間，建立大雄寶殿，並於1982年開光，其中五百羅漢寶殿耗時最久，歷時十二年才興建完成。2013年於竹林禪院圓寂。

## 法承

### 師長
- 釋茂芬
- 釋虛雲

### 弟子
- 釋果恆